# Podophyllaceae
Podophyllaceae is een botanische naam, voor een familie van tweezaadlobbige planten. Deze naam is gevormd uit die van het geslacht Podophyllum.
Een familie onder deze naam wordt zo af en toe erkend door systemen voor plantentaxonomie, indertijd ook door het systeem van De Candolle, waarin ze deel uitmaakte van de Thalamiflorae.
Meestal worden de betreffende planten ingedeeld in de berberisfamilie (Berberidaceae), waar ze zich onderscheiden als de kruidachtige planten in de familie. De Angiosperm Phylogeny Website [28 juni 2009] erkent in de Berberidaceae een onderfamilie Podophylloideae.
Meestal worden de betreffende planten ingedeeld in de familie Berberidaceae, waar ze zich onderscheiden als de kruidachtige planten in de familie. De Angiosperm Phylogeny Website [28 juni 2009] erkent in de Berberidaceae een onderfamilie Podophylloideae.